# Elstree Calling
Elstree Calling es un largometraje británico del año 1930 dirigido por Andre Charlot, Adrian Burnel, Jack Hulbert, Paul Murray y Alfred Hitchcock para Elstree Studios. Se hizo como una respuesta británica a la cinta estadounidense The Hollywood Revue of 1929. 
Está compuesto por sketches y números de music-hall, Hitchcock filmó algunas de sus secuencias. El cine policíaco y la parodia sobre este es el centro del film, en otras secuencias se parodia también, por ejemplo a Shakespeare y La fierecilla domada, adaptada al cine por Douglas Fairbanks y Mary Pickford. Otro buen ejemplo es el de un aparato de televisión que se niega obstinadamente a funcionar, usando como pretexto el nacimiento de la televisión.